# Emre Can
Emre Can [ˈɛmrɛ ˈdʒɑn] (* 12. Januar 1994 in Frankfurt am Main) ist ein deutscher Fußballspieler. Er steht seit Ende Januar 2020 bei Borussia Dortmund unter Vertrag und wurde mit dem Verein 2021 DFB-Pokalsieger. Zudem ist er seit Juli 2023 deren Mannschaftskapitän. Can kann sowohl im Mittelfeld wie auch in der Verteidigung eingesetzt werden und ist seit 2015 A-Nationalspieler.

## Karriere

### Anfänge
Emre Can wurde als Sohn türkischer Eltern in Frankfurt am Main geboren und wuchs in der Frankfurter Nordweststadt auf. Er hat sowohl die deutsche als auch die türkische Staatsbürgerschaft. Seine Familie stammt aus der türkischen Provinz Afyonkarahisar. Er begann beim SV Blau-Gelb Frankfurt mit dem Fußballspielen und wechselte 2006 in die Jugendabteilung von Eintracht Frankfurt. Im Juli 2009 verpflichtete ihn der FC Bayern München. Dort war er in seiner ersten Saison Stammspieler in der U17, die in der B-Junioren-Bundesliga Süd/Südwest am Saisonende jedoch nur einen Mittelfeldplatz erreichte. In der Folgesaison rückte der Mittelfeldspieler in die A-Jugend auf, bestritt aber auch noch mehrere Einsätze für die B-Jugend. Insgesamt kam er in der A-Junioren-Bundesliga Süd/Südwest 17-mal zum Einsatz und erzielte zwei Tore.
Zur Saison 2011/12 erhielt Can einen Amateurvertrag und gehörte dem Kader der zweiten Mannschaft des FC Bayern München in der Regionalliga Süd an. Er debütierte im Seniorenbereich am 27. August 2011 (4. Spieltag) beim 2:1-Sieg im Auswärtsspiel des FC Bayern II gegen den SV Waldhof Mannheim.

### Etablierung im Profibereich
Am 22. Februar 2012 stand Can im Champions-League-Spiel beim FC Basel erstmals im Kader für ein Pflichtspiel der ersten Mannschaft. Bei der 0:1-Niederlage im Achtelfinalhinspiel wurde er allerdings nicht eingesetzt. Am 26. Februar 2012 beim 2:0-Sieg im Heimspiel gegen den FC Schalke 04 gehörte er dann erstmals zum Bundesligakader. Auch hier wurde er nicht eingesetzt. Zur Saison 2012/13 unterschrieb Can einen Profivertrag. Seinen ersten Pflichtspieleinsatz für die Profimannschaft des FC Bayern hatte er am 12. August 2012 beim 2:1-Sieg im DFL-Supercup gegen Borussia Dortmund, wobei er in der 70. Minute durch Holger Badstuber ersetzt wurde. Seinen ersten Bundesligaeinsatz bestritt er am 13. April 2013 beim 4:0-Sieg im Heimspiel gegen den 1. FC Nürnberg, sein erstes Bundesligator notierte die DFL am 28. April 2013 beim 1:0-Heimsieg gegen den SC Freiburg. Den von Xherdan Shaqiri an der Strafraumgrenze ausgeführten Freistoß berührte Can noch leicht mit dem Kopf.
Zur Saison 2013/14 wechselte Can zum Ligakonkurrenten Bayer 04 Leverkusen, bei dem er einen Vierjahresvertrag unterzeichnete, der eine Rückkaufoption für den FC Bayern München und eine Ausstiegsklausel enthielt. Sein Debüt für Bayer 04 Leverkusen gab er am 31. August 2013 (4. Spieltag) bei der 0:2-Niederlage im Auswärtsspiel gegen den FC Schalke 04 mit Einwechslung für Stefan Reinartz in der 80. Minute. Als Stammspieler kam Can für Bayer 04 auf 39 Pflichtspiele (vier Tore, fünf Assists), wurde mit der Mannschaft Tabellenvierter und schied mit ihr im Achtelfinale der Champions League aus.

### FC Liverpool

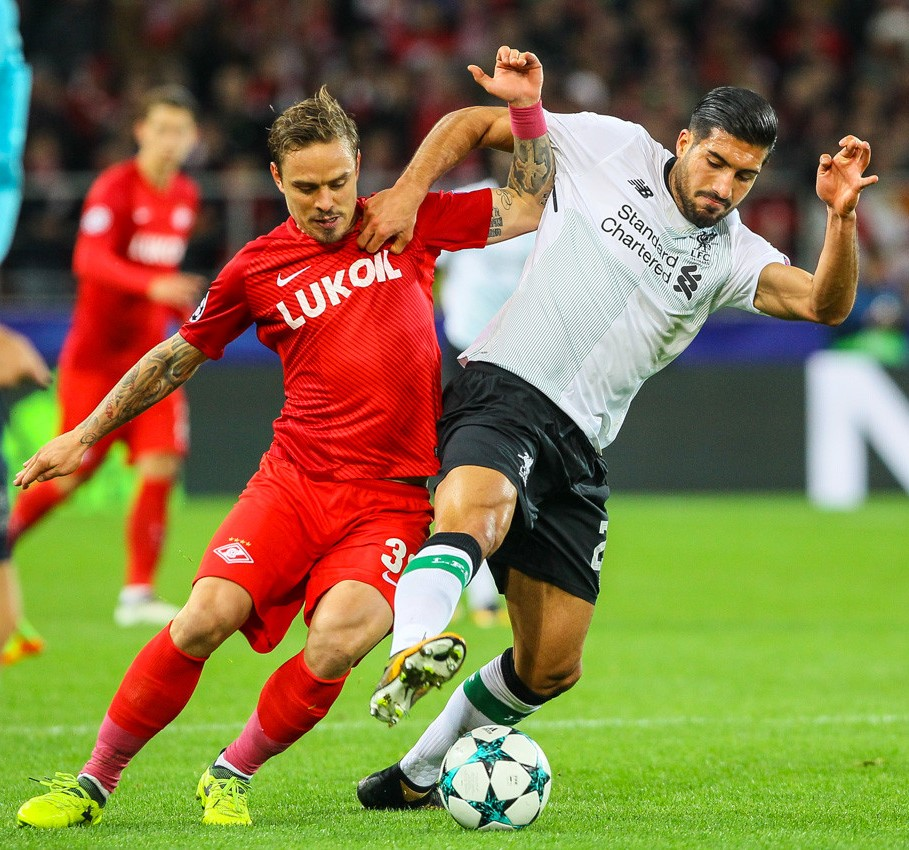
Can (r.) im Duell mit Andrei Jeschtschenko von Spartak Moskau (2017)

Zur Spielzeit 2014/15 wechselte Can über die Ausstiegsklausel zum englischen Vizemeister FC Liverpool, für den er am 25. August 2014 (2. Spieltag) bei der 1:3-Niederlage im Auswärtsspiel gegen Manchester City mit Einwechslung für Joe Allen in der 75. Minute debütierte. Sein erstes Ligator erzielte er am 8. November 2014 (11. Spieltag) bei der 1:2-Niederlage im Heimspiel gegen den FC Chelsea mit dem Treffer zum 1:0 in der 9. Minute. In seiner Debütsaison bestritt er 40 Pflichtpartien für Liverpool.
Auch in seiner zweiten Saison beim FC Liverpool kam Can regelmäßig zum Einsatz und absolvierte 30 Ligaspiele. Wurde er zunächst noch von Brendan Rodgers als Verteidiger oder Außenverteidiger aufgestellt, ließ ihn Trainer Jürgen Klopp auf seiner bevorzugten Position im defensiven Mittelfeld spielen. Beim 6:0-Sieg gegen den späteren Absteiger Aston Villa am 14. Februar 2016 erzielte er sein einziges Saisontor mit dem Treffer zum 3:0. In der Europa League bestritt Can bis auf das Halbfinalhinspiel alle Partien und war somit auch bei der Finalniederlage gegen den FC Sevilla dabei. Can spielte darüber hinaus ebenso beim Finale um den League Cup gegen Manchester City, das mit 1:3 nach Elfmeterschießen verloren wurde. Bei diesem Elfmeterschießen war er der einzige erfolgreiche Schütze seiner Mannschaft.
Sein Treffer zum 1:0 gegen den FC Watford am 35. Spieltag der Saison 2016/17 wurde in England von der BBC-Sendung Match of the Day zum Tor des Monats Mai und zum Tor des Jahres gewählt. Insgesamt kam der Mittelfeldspieler für die Reds auf 167 Einsätze, in denen er 14-mal vor dem Tor erfolgreich war und zwölf Treffer seiner Mannschaftskollegen auflegte.

### Juventus Turin
Zur Saison 2018/19 wechselte Can ablösefrei in die italienische Serie A zu Juventus Turin. Er unterschrieb einen Vertrag mit einer Laufzeit bis zum 30. Juni 2022. In seiner ersten Spielzeit kam er unter Cheftrainer Massimiliano Allegri zu 29 Ligaeinsätzen (zwanzigmal von Beginn), in denen er vier Tore erzielte. Zudem spielte er sechsmal in der Champions League (zweimal von Beginn), in der Juventus im Viertelfinale gegen Ajax Amsterdam ausschied. Am Saisonende gewann Can mit Juventus die Meisterschaft, nachdem man zuvor schon den Supercup geholt hatte.
Anfang September 2019 wurde Can – einen Tag nach Schließung des Transferfensters – vom neuen Cheftrainer Maurizio Sarri nicht in den Kader für die Champions-League-Gruppenphase berufen. Er kritisierte daraufhin öffentlich den Verein und äußerte, dass er nicht bei Juventus Turin geblieben wäre, wenn er von der Nichtnominierung eher erfahren hätte und dass die ihm gegenüber getätigten gegenteiligen Versprechungen maßgeblich für einen Verbleib bei Juventus gewesen seien.

„Ich war in Gesprächen mit anderen Klubs und für meinen Verbleib war es eine Bedingung, dass ich Champions League spiele. Ganz klar: Wenn ich das drei Tage eher erfahren hätte, dann wäre ich nicht bei Juve geblieben. Der Umgang mit mir war nicht ehrlich. (...) Das ist für mich extrem schockierend. Ich bin sauer, wütend. (...) Noch in der letzten Woche wurde mir etwas anderes erzählt.“

In der Folge stand der Mittelfeldspieler in allen nationalen Pflichtspielen im Kader, kam aber nur auf acht Einsätze, von denen keiner über die volle Spielzeit ging.

### Borussia Dortmund
Ende Januar 2020 wechselte Can zu Borussia Dortmund, nachdem dessen zentraler Mittelfeldspieler Thomas Delaney bereits seit November 2019 verletzungsbedingt ausfiel. Dortmunds Sportdirektor Michael Zorc sagte hierzu: „In Emre Can bekommen wir einen Spieler, der neben seiner Technik auch seine Physis einbringt und über einen ausgeprägten Siegeswillen verfügt.“ Zunächst wurde er für eine Gebühr in Höhe von einer Million Euro bis zum Ende der Saison 2019/20 ausgeliehen. Nach Erfüllung „vereinbarter Parameter“ wäre der BVB anschließend verpflichtet gewesen, für 25 Millionen die Transferrechte an Can zu erwerben. Bereits zweieinhalb Wochen später, in denen er in zwei Liga- und einem Pokalspiel eingesetzt worden war, vermeldete die Borussia aber die feste Verpflichtung Cans, der einen Vertrag mit einer Laufzeit bis zum 30. Juni 2024 unterschrieb, welcher zur neuen Saison in Kraft trat. Im Rückrundenverlauf schied Can mit dem BVB sowohl in der Champions League wie auch im Pokal im Achtelfinale aus, in der Bundesliga wurde man Zweiter hinter dem FC Bayern München. Can steuerte einen Treffer (den 1:0-Endstand gegen Hertha BSC) sowie eine Torvorlage bei und fehlte am finalen Spieltag aufgrund einer Gelbsperre. Sieben der Partien, in denen er mitwirkte, endeten ohne ein Tor für den jeweiligen Gegner, in dreien davon spielte er in der Dreierkette als Innenverteidiger. In der Kategorie „defensives Mittelfeld“ bescheinigte der kicker dem Defensivspieler im Sommer 2020 gemeinsam mit dem Leipziger Marcel Sabitzer die „internationale Klasse“. Das Fachmagazin resümierte: „Der 26-Jährige erwies sich in der Halbserie insbesondere mit seiner Robustheit und Zweikampfstärke als verlässliche Größe im Zentrum. Und wenn es sein musste, half er als Stabilisator in der Dreierkette aus.“
Die Hinrunde von Cans erster kompletter Spielzeit in Dortmund verlief für Mannschaft und Spieler durchwachsen. Bereits am 2. Spieltag spielte man 0:2 gegen den FC Augsburg, später wurden bis einschließlich des 17. Spieltags noch weitere fünf Spiele verloren. Der Deutschtürke wurde zunächst anstelle von Łukasz Piszczek, der in seine letzte Saison als Profi ging, in der Dreierkette eingesetzt, rückte zum Ende der Hinserie aber eine Position nach vorn ins Mittelfeld neben Axel Witsel oder dem Neuzugang Jude Bellingham. Unter dem bereits vor dem Jahreswechsel für Lucien Favre eingesetzten Trainer Edin Terzić, der zuvor dessen Assistent gewesen war, stabilisierte sich die Mannschaftsleistung zusehends. Die letzten sieben Bundesligaspiele konnten alle gewonnen werden, weshalb der BVB mit vier Punkten Vorsprung auf den Fünftplatzierten Eintracht Frankfurt, der sich für die Europa League qualifizierte, erneut in die Champions League einziehen konnte. Im nationalen Pokal lief es letztendlich besser für Can, der nun wieder häufiger als Verteidiger aktiv war, und den BVB. Im Achtelfinale musste man zwar gegen Paderborn in die Verlängerung, nachdem man in der siebten Minute der Nachspielzeit noch den 2:2-Ausgleich hatte hinnehmen müssen. In der zusätzlichen halben Stunde gelang aber Erling Haaland schließlich der Siegtreffer; zuvor war Can bereits in der 6. Minute der erste Torschütze des Spiels gewesen. Im weiteren Turnierverlauf besiegte man dann noch Borussia Mönchengladbach (1:0) und Holstein Kiel (5:0) sowie im Endspiel RB Leipzig mit 4:1. Can wurde so nach acht Jahren erneut deutscher Pokalsieger.
Teile der Hinrunde der Saison 2021/22 verpasste der Defensivspieler in Folge von ihn immer wieder außer Gefecht setzenden Muskelproblemen. So kam er beispielsweise in der Champions-League-Gruppenphase nur zu zwei kürzeren Einsätzen und fehlte im letzten Gruppenspiel nach einer Rotsperre. Je drei Partien hatten Spieler und Mannschaft gewonnen und verloren, weshalb man am Ende auf Rang 3 rangierte und somit in die Europa League abrutschte. Die Sperre von zwei Spielen galt auch für das Hinrundenspiel in der Europa League gegen die Glasgow Rangers, das die Dortmunder mit 2:4 verloren. Beim 2:2 im Rückspiel war Can wieder dabei und mit einer kicker-Note von 3,5 noch einer der notenbesten Akteure gewesen. In der Bundesligarückrunde blieb Can überwiegend verletzungsfrei und schaffte mit dem BVB sogar eine Serie von sechs Partien ohne Niederlage. Diese Serie endete, nachdem Spieler und Verein mit 1:4 gegen den direkten Meisterschaftskonkurrenten aus Leipzig verloren. Can verschuldete nach einem Ballverlust erst ein Gegentor mit, später fälschte er einen Ball so ab, dass sein Keeper Gregor Kobel keine Möglichkeit mehr hatte, diesen zu halten. Neben Can erhielten drei weitere Spieler der Borussia vom kicker die Note 5. Eurosport nahm ebenso wie andere Medien diese Fehler zum Anlass, den Spieler zu kritisieren, woraufhin dieser sich mit den Worten „Sie sagen, dass ich Fehler in dieser Saison gemacht habe. Das ist nicht wahr. Ich habe einen Fehler in dieser Saison gemacht.“ zur Wehr setzte. Eurosport setzte nach und urteilte: „Seinem Anspruch auf die Rolle des Führungsspielers wurde der Frankfurter, der für klare Worte bekannt ist und diese auch von sich selbst zu erwarten scheint, zumeist nur vor dem Mikrofon gerecht.“ Can schaffte es bis dato nicht, so das Portal weiter, zum „emotionalen Leader im zentralen Mittelfeld, den der BVB seit dem Abgang von Sven Bender schmerzlich vermisst, zu reifen.“ und verwies im weiteren Verlauf auch auf seine eigene Flexibilität, die ihm zum Verhängnis geworden wäre. Besonders in der Rückrunde hatte der Deutschtürke im defensiven Mittelfeld das Nachsehen gegenüber den jüngeren Mitspielern Mahmoud Dahoud und Jude Bellingham gehabt. Wie zuvor spielte Can also auch unter Coach Marco Rose häufiger als Verteidiger, im Abwehrverbund war der „Abwehrchef“ allerdings Mats Hummels.
Unter dem Gesichtspunkt seines Stands innerhalb der Mannschaft sowie der Verpflichtung des defensiven Mittelfeldspielers Salih Özcan und der Innenverteidiger Niklas Süle und Nico Schlotterbeck zur Spielzeit 2022/23 bezeichneten Eurosport wie auch Sport1 den Spieler folglich als „Wechselkandidaten“. Sport1 machte auch Cans „Emotionalität und Unbeherrschtheit“ auf dem Platz zu Faktoren, die ihm beispielsweise in einer für den BVB schwierigen Phase der vergangenen Europapokalsaison eine Rotsperre eingebracht hatten. Doch Can blieb und nahm sich der Kritik an. Zunächst sah es in der Hinserie sowohl für Borussia Dortmund, das nun wieder von Terzić verantwortet wurde, wie auch seinen Spieler nicht danach aus, als könnte man den eigenen Ansprüchen gerecht werden. Das Team verlor sechsmal und ging als Tabellenfünfter in die Rückserie. Can hatte in fünf Ligaspielen auf der Bank gesessen und auch sonst nicht immer von Beginn an gespielt. In der Folge wurde er so auch beispielsweise nicht für den Turnierkader der WM in Katar nominiert. Zwischen dem 17. und dem 34. Spieltag gelang es den Dortmundern aber, nur ein Spiel (gegen Bayern München) zu verlieren und sogar siebenmal in Folge zu gewinnen. Abgesehen von einer Partie, die er aufgrund einer Gelbsperre verpasste, war Can vom 18. Spieltag an jeweils über die volle Spielzeit auf dem Platz. Er leistete seinen Beitrag im Defensivbereich, der zu sechs Partien ohne Gegentor führte, und schoss beim 2:1 gegen RB Leipzig eins von zwei spielentscheidenden Toren. Am letzten Spieltag spielten Can und der BVB 2:2 in Mainz, woraufhin man noch vom punktgleichen FC Bayern, der das bessere Torverhältnis aufwies, von der Spitzenposition verdrängt wurde. Später gab der Spieler selbstkritisch an „Ich habe gesagt: 'Egal was ist, Emre: Du gibst Gas, egal ob du spielst oder nicht spielst'“ und bezog sich so auf seinen bewusst vorgenommenen sportlichen „Neustart“ im Jahr 2023. Zuvor war er beispielsweise auch mit Dortmund im Achtelfinale der Champions League gegen den FC Chelsea ausgeschieden. Das Hinspiel wurde aber noch mit 1:0 gewonnen, wobei besonders Can neben dem Torschützen Karim Adeyemi sowie Torwart Gregor Kobel vom Kicker als einer der entscheidenden Akteure ausgemacht wurde. Als eine der Schlüsselszenen identifizierte das Magazin eine Situation, in der Kobel bereits überwunden war und Can den Ball noch kurz vor der Torlinie mit dem Fuß retten konnte. Christoph Gailer von Ran urteilte im Anschluss an die Partie gegen Chelsea: „Der BVB überzeugt im Achtelfinal-Hinspiel der Champions League gegen den FC Chelsea durch Mentalität, Kampf und Einsatz. Kaum ein Spieler verkörpert diese Attribute des „neuen“ BVB so sehr wie Emre Can.“
Im Sommer 2023 verlängerte Can seinen Vertrag in Dortmund vorzeitig bis Juni 2026 und folgte im Amt des Mannschaftskapitäns auf Marco Reus, der davon zurückgetreten war. Can blieb unter Trainer Terzić erste Wahl im defensiven Mittelfeld und stand in den meisten seiner Pflichtspiele in der Startelf. Häufig bildete er mit Özcan eine Doppelsechs, manches Mal half er in der Innenverteidigung aus. Er schoss das einzige Tor beim 1:0-Heimsieg gegen Werder Bremen und war an beiden Treffern beteiligt, als man sich vom Aufsteiger 1. FC Heidenheim mit 2:2 trennte. Während seine Zweikampfwerte bei 59 % lagen, wies er mit 88 % eine überdurchschnittliche Passquote auf. In der Bundesliga wurde Can mit dem BVB Fünfter, die Dortmunder bekamen den fünften deutschen Champions-League-Starterplatz aufgrund der neu eingeführten Performance-Wertung, welchen die Bundesliga und die Serie A für sich entschieden. In der „Königsklasse“ verlor die Borussia das Endspiel mit 0:2 gegen den Rekordsieger Real Madrid, Can gehörte hier zu den notenbesten Akteuren seiner Mannschaft.

### Nationalmannschaft
Im Nationaltrikot spielte Can erstmals für die U15-Nachwuchsmannschaft des DFB am 10. Juni 2009 in Langenselbold im Rahmen des Hessentages beim 3:0-Sieg über die polnische Auswahl. Am 15. September 2010 debütierte er in der U17-Nationalmannschaft, die in Saarbrücken in einem Test-Länderspiel gegen die niederländische Auswahl mit 2:1 gewann. Seine ersten beiden Tore erzielte er am 17. Oktober 2010 im estnischen Kuusalu beim 6:1-Sieg über die Auswahl aus Bosnien-Herzegowina. Er nahm vom 3. bis 15. Mai 2011 an der U17-Europameisterschaft in Serbien teil und kam in allen Spielen, einschließlich des mit 2:5 verlorenen Endspiels gegen die Auswahl der Niederlande, zum Einsatz. Des Weiteren nahm er vom 18. Juni bis 10. Juli an der U17-Weltmeisterschaft 2011 in Mexiko teil, kam siebenmal zum Einsatz und erzielte bei der 2:3-Niederlage im Halbfinale gegen die mexikanische Auswahl sein einziges Turniertor. Mit dem 4:3-Sieg gegen Brasilien gewann er mit der Mannschaft das Spiel um den dritten Platz.
Wegen seiner türkischen Wurzeln wäre er auch für die türkische Nationalmannschaft spielberechtigt gewesen, entschied sich aber im Sommer 2011, für die deutsche Nationalmannschaft zu spielen. Am 25. Mai 2012 gab er sein Debüt in der U19-Nationalmannschaft im Rahmen der Qualifikation (Eliterunde) zur Europameisterschaft 2012 beim 2:2 gegen die Auswahl Serbiens.
Am 28. Mai 2013 wurde Can von Trainer Rainer Adrion in das endgültige Aufgebot für die U21-Europameisterschaft 2013 in Israel berufen. Er debütierte am 9. Juni 2013 bei der 0:1-Niederlage im zweiten Gruppenspiel gegen die spanische U21-Nationalmannschaft, als er in der 70. Minute für Sebastian Rode eingewechselt wurde. Auch für die U21-Europameisterschaft 2015 stand Can im deutschen Aufgebot. Er kam während des Turniers viermal zum Einsatz, wobei er im ersten Gruppenspiel beim 1:1 gegen Serbien das Tor für die deutsche Mannschaft erzielte.
Sein A-Länderspieldebüt gab er am 4. September 2015 in Frankfurt am Main beim 3:1-Sieg im Qualifikationsspiel für die Europameisterschaft 2016 gegen Polen; mit diesem Pflichtspieleinsatz ist er nur noch für den DFB spielberechtigt.
Für die Europameisterschaft 2016 wurde Can am 31. Mai 2016 in den Kader der Nationalmannschaft berufen. Die meiste Zeit blieb er auf der Bank, erst als im Halbfinale gegen Gastgeber Frankreich drei Stammspieler ausfielen, gehörte er in einer neu formierten Mannschaft zur Startelf. Im letzten Drittel wurde er bei 0:1-Rückstand für die Schlussoffensive ausgewechselt, jedoch verlor das Team mit 0:2 und schied aus.
Bundestrainer Joachim Löw berief Can ins Aufgebot für den FIFA-Konföderationen-Pokal 2017 in Russland. Dort kam er in allen fünf Spielen zum Einsatz und gewann durch den 1:0-Finalsieg gegen Chile mit der Elf den Titel. Er wurde nicht in den Kader für die Fußball-Weltmeisterschaft 2018 in Russland berufen.
Am 13. Oktober 2019 wurde er im Qualifikationsspiel der Gruppe C für die Europameisterschaft 2021 gegen die Nationalmannschaft Estlands wegen einer „Notbremse“ bereits in der 14. Minute mit Rot des Spielfeldes verwiesen; damit überbot er den Negativrekord Robert Huths, der 2005 nach 15 Minuten vom Platz gestellt worden war.
Im Freundschaftsspiel gegen die Türkei am 7. Oktober 2020 übernahm er nach der Auswechslung von Julian Draxler in der 57. Minute vertretungsweise die Kapitänsbinde der deutschen Nationalmannschaft. Mit der deutschen Auswahl erreichte er bei der Europameisterschaft 2021 das Achtelfinale, in dem Deutschland gegen England ausschied. Can wurde in den Gruppenspielen gegen Frankreich und Titelverteidiger Portugal sowie im Achtelfinale gegen die Engländer eingewechselt. Im restlichen Länderspieljahr 2021 sowie 2022 unter dem neuen Bundestrainer Hansi Flick wurde Can nicht berücksichtigt und verpasste damit die Winter-WM 2022 in Katar.
Für die Länderspiele, die 2023 unter Flicks Leitung stattfanden, wurde er wieder nominiert. Unter Flicks Nachfolger Julian Nagelsmann spielte Can hingegen zunächst keine Rolle. Als Aleksandar Pavlovic im Juni 2024 zwei Tage vor dem Beginn der Heim-EM 2024 krankheitsbedingt aus dem Kader gestrichen werden musste, wurde Can von Nagelsmann für das Turnier nachnominiert. Im EM-Eröffnungsspiel gegen Schottland wurde er in der 80. Minute für Toni Kroos eingewechselt und erzielte in der dritten Minute der Nachspielzeit das 5:1.

## Titel und Auszeichnungen

### Vereine
International
- Champions-League-Sieger: 2013 (FC Bayern München; ohne Einsatz)

Deutschland
- Meister: 2013 (FC Bayern München)
- Pokalsieger (2): 2013 (FC Bayern München), 2021 (Borussia Dortmund)
- Supercupsieger: 2012 (FC Bayern München)

Italien
- Meister: 2019 (Juventus Turin)
- Supercupsieger: 2018 (Juventus Turin)

### Nationalmannschaft
- Confed-Cup-Sieger: 2017

### Auszeichnungen
- Preisträger der Fritz-Walter-Medaille 2011 in Gold (Bester Nachwuchsspieler U17)[41]
- Torschütze des Monats Mai 2017[42]
- Torschütze des Jahres in der Premier League 2016/17[8]
- Nationalspieler des Jahres: 2023[43]

## Sonstiges
Im Mai 2018 verweigerte Can die Teilnahme an einem Treffen mit dem türkischen Präsidenten Recep Tayyip Erdoğan wenige Wochen vor der türkischen Parlamentswahl. Die deutschen Nationalspieler Mesut Özil und İlkay Gündoğan hatten daran teilgenommen und waren für diese Wahlkampfhilfe für Erdoğan als „Gegenbeispiele gelungener Integration“ heftig kritisiert worden. Can hatte an dem Treffen, zu dem er ebenfalls eingeladen war, nicht teilgenommen.
Nach Abschluss eines Spiels gegen Albanien in der EM-Qualifikation 2020 am 11. Oktober 2019 veröffentlichte der türkische Nationalspieler Cenk Tosun auf der Plattform Instagram ein Foto, auf dem er nach einem geschossenen Tor den militärischen Gruß zeigte, welcher sowohl als Beileidsbekundung gefallener türkischer Soldaten als auch als eine Unterstützungsbekundung für die Tage zuvor eingeleitete türkische Militäroffensive in Nordsyrien interpretiert wurde. Der Post wurde von Can und seinem Nationalmannschaftskollegen İlkay Gündoğan geliket. Später zogen beide ihre Likes wieder zurück, nachdem es zu großer öffentlicher Empörung gekommen war. Can behauptete im Nachhinein, dass er ohne jegliche Hintergedanken geliket und nicht auf den Inhalt geachtet habe. Er betonte zudem, ein „Pazifist“ und gegen jede Art von Krieg zu sein. Gündoğan sagte dazu, dass er sich lediglich für seinen ehemaligen Mannschaftskollegen gefreut habe und damit keine politische Aussage tätigen wollte.